# Die Liebesnächte des Herkules
Die Liebesnächte des Herkules (Originaltitel: Gli amori di Ercole) ist ein italienischer Abenteuerfilm nach Motiven der Griechischen Mythologie aus dem Jahr 1960. Der unter der Regie von Carlo Ludovico Bragaglia entstandene Streifen wurde von den Kritikern einmütig verrissen und im deutschen Sprachraum am 13. Dezember 1960 erstaufgeführt.

## Inhalt
König Eurytos lässt das gesamte Dorf, in dem Herkules lebt, zerstören und alle Bewohner töten, während der Held abwesend ist. Lycos rächt dieses Tun aus egoistischen Gründen; der Sohn von Zeus verliebt sich in die neue Herrscherin Deianira. Lycos intrigiert daraufhin noch intensiver: Er setzt zunächst Achilles auf Herkules an; als Achilles erstochen aufgefunden wird, gerät Herkules in Verdacht. Auch muss er sich verschiedener Gefahren erwehren und daher mit Stieren, einer dreiköpfigen Hydra und gegen männer-, aber auch mordlüsterne Amazonen kämpfen. Herkules kann alle Prüfungen überstehen und happy-endet mit Deianira.

## Kritik
„Eher erheiternd als zu Tränen rührend: Der Humor, der unfreiwillige, kommt jedenfalls nicht zu kurz.“

- „Buntbilderbuch mit weiteren Abenteuern des antiken Sagenhelden“, meint das rororo-Filmlexikon.

„Es handelt sich um einen mythologischen Comic, jeglicher Originalität entbehrend, bescheiden gespielt und inszeniert.“

## Bemerkungen
- Die beiden Hauptdarsteller, Ex-Mr. Universum Mickey Hargitay und Busenwunder Jayne Mansfield, waren damals auch im realen Leben miteinander verheiratet. Mansfield erhielt die Gage von 75.000 US-Dollar für diesen Film[3].

## Synchronisation
Die deutsche Synchronfassung entstand 1960 bei der Ultra-Film in Berlin.
| Darsteller        | Synchronsprecher        | Rolle             |
| ----------------- | ----------------------- | ----------------- |
| Mickey Hargitay   | Arnold Marquis          | Herkules          |
| Gil Vidal         | Horst Niendorf          | Achillos          |
| Jayne Mansfield   | Beate Hasenau           | Deianiera         |
| Jayne Mansfield   | Inge Landgut            | Königin Hippolyta |
| Rossella Como     | Ilse Pagé               | Eleia             |
| René Dary         | Helmuth Grube           | General           |
| Giulio Donnini    | Heinz Petruo            | Hohepriester      |
| Arturo Bragaglia  | Konrad Wagner           | Iolao             |
| Cesare Fantoni    | Paul Wagner             | König Euristo     |
| Tina Gloriani     | Sigrid Lagemann         | Königin Hippolyta |
| Massimo Serato    | Gert Günther Hoffmann   | Licos             |
| Lidia Alfonsi     | Eva Katharina Schultz   | Megara            |
| Moira Orfei       | Anneliese Priefert      | Nemea             |
| Giovanna Galletti | Bettina Schön           | Orakel            |
| Andrea Aureli     | Otto Czarski            | Philarete         |
| Andrea Scotti     | Herbert Stass           | Termanto          |
| Antonio Gradoli   | Heinz Palm, Heinz Giese | Wächter           |
| N.N.              | Peter Elsholtz          | fliehender Bauer  |
| N.N.              | Gerd Duwner             | Gefangener        |